# Estadio Hiram Bithorn
 (août 2024).
L'Estadio Hiram Bithorn est un stade de baseball situé à San Juan à Porto Rico. Cette enceinte inaugurée en 1962 est également utilisée comme stade de football depuis 2008. Les Expos de Montréal, en mal de spectateurs au Québec, jouèrent 22 rencontres « à domicile » dans cette enceinte en 2003-2004. En 2006 et 2009, ce stade accueille des matches de la Classique mondiale de baseball. L'Estadio Hiram Bithorn est souvent le théâtre des Séries des Caraïbes et a également abrité des matches de boxe et des concerts. Le match d'ouverture de la saison MLB en 2001 s'est tenu dans cette enceinte.

## Dimensions
- Champ gauche : 99 m
- Champ centre : 123 m
- Champ droit : 99 m